# Nymfeum

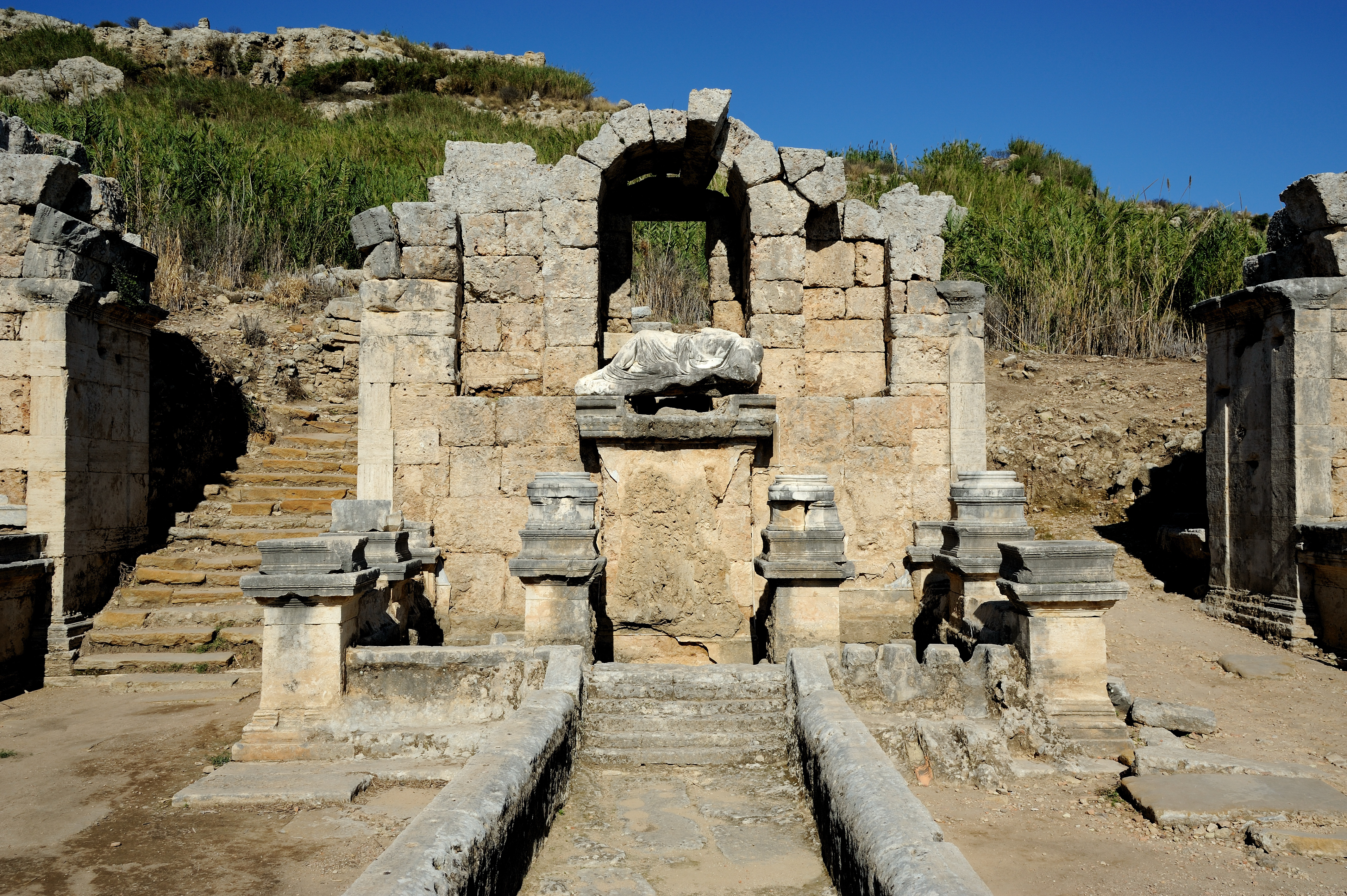
Nymfeum v Perge v Pamfýlii

Nymfeum (latinsky nymphaeum) nebo nymfaion (řecky νυμφαῖον, nymfaion) byla původně (přírodní nebo uměle upravená) jeskyně s pramenem nebo fontánou v Řecku, která byla zasvěcena nymfám jako božstvům pramenů. Od helenistického období (zejména ve starověkém Římě) to byla architektonicky upravená fontána ve městě u ústí vodovodu na exponovaném místě (zřídka u pramene), resp. v domě boháče, vile, paláci nebo lázních jako součást daného stavebního komplexu, dvora nebo zahrady. V renesanci a baroku byla idea nymfea znovu oživena (např. Fontána di Trevi v Římě).
Římská nymfea měla obvykle (pod vlivem stěny za pódiem římského divadla) podobu výstavní stěny, která obsahovala sloupy, výklenky a motiv edikuly. Zejména v interiéru měla nymfea podobu fasády s velkou exedrou, v níž ležela vodní nádrž; ty mívaly i vodotrysk a rostlinnou či květinovou výzdobu. I ve starověkém Římě se však vyskytovala i nymfea v podobě umělé jeskyně.